# Клифорд Шул
Клифорд Гленвуд Шул (енгл. Clifford Glenwood Shull; Питсбург, 23. септембар 1915. – 31. март 2001) био је амерички физичар који је 1994. године добио Нобелову награду за физику „за развој технике неутронске дифракције” и „за пионирски допринос у развоју неутронског расејања у истраживању кондензоване материје”.